# Mechtildis von Bongard
Mechtildis von Bongard (auch von Bongart) war nach bisheriger Forschung spätestens vom 10. September 1352 bis zum 1. August 1356 Äbtissin der Reichsabtei Burtscheid bei Aachen. Ihre genauen Lebensdaten sind nicht bekannt. 

## Leben
Sie stammte aus einem alten Adels- und Freiherrengeschlecht, dessen Ursprung in der Gegend von Weisweiler bei Aachen zu suchen ist. Im Jahr 1321 trat sie in das Burtscheider Zisterzienserinnen-Kloster ein. Im September 1352 wird sie erstmals als Äbtissin bezeichnet, als sie drei des Totschlags verdächtige Männer Kirchenasyl in der Abtei bot. Zu ihrer Zeit wurde der Bau der neuen Abteikirche vollendet, den ihre Vorgängerin veranlasst hatte. Wenige Monate später und noch im gleichen Jahr wird urkundlich bescheinigt, dass sie für den Bau der neuen Abteikirche 125 Taler Zuschuss von der Stadt übertragen bekam. Weitere urkundliche Erwähnungen der Äbtissin folgten 1353 im Rahmen einer Streitschlichtung mit dem Rektor und Pastor der Kirche St. Michael und 1356 im Rahmen eines Zeugenverhörs auf ihrem Hof in Vijlen.
Das Jahrgedächtnis ihres Todestages wurde am 16. August begangen; das Jahr ihres Todes ist jedoch nicht bekannt.